# Łucja Burzyńska
Łucja Burzyńska (* 12. Oktober 1924 in Poznań; † 24. September 2017) war eine polnische Theater- und Filmschauspielerin.

## Leben
Łucja Burzyńska schloss 1946 ihr Schauspielstudium am Drama-Institut (Studio Dramatyczne) ihrer Geburtsstadt Poznań ab. Ihr Theaterdebüt gab sie im Mai 1946 am Neuen Theater Posen (Teatr Nowy w Poznaniu) unter der Regie von Ryszard Wasilewski mit der Rolle der Beta Lawrence in der dreiaktigen Komödie Szesnastolatka (englischer Originaltitel: Nine Till Six) von Aimée und Philip Stuart.
Sie ging dann an das Polnische Theater in Breslau (Teatr Polski we Wrocławiu), wo sie von September 1946 bis März 1990 festes Ensemblemitglied war. Dort spielte im Laufe ihrer Karriere über 100 Rollen. Ihre erste Rolle am Polnischen Theater in Breslau war die Rolle der Zuzia in Damy i huzarzy (deutscher Titel: Damen und Husaren) von Aleksander Fredro unter der Regie von Maria Leonia Jabłonkówna auf der Bühne des Großen Theaters (Teatr Wielki), in dem heute die Breslauer Oper spielt. Eine weitere Hauptrolle hatte sie unter der Regie von Jerzy Walden in dem polnischen Vaudeville Der Soldat der Königin von Madagaskar von Julian Tuwim und Stanisław Dobrzański. An der Seite von Wacław Zdanowicz (als Saturnin Mazurkiewicz) wurde sie mit ihrer Rolle zum Liebling des Breslauer Publikums.
Sie spielte in Stücken von William Shakespeare, Aleksander Fredro, Bertolt Brecht und Eugène Ionesco. Außerdem trat sie in zahlreichen Stücken von Autoren der polnischen Theaterliteratur (Stanisław Wyspiański, Jakub Rotbaum, Szymon Szurmiej, Jan Różewicz u. a.) auf. Ab 1999 trat sie als Gast am Zeitgenössischen Theater Breslau (Wrocławski Teatr Współczesny) auf.
Seit den späten 1930er Jahren, noch vor dem Zweiten Weltkrieg, wirkte sie als Jugendliche bereits bei Radiosendungen und Radioprogrammen des Polnischen Rundfunks in Posen (Rundfunk Posen) mit. Während ihrer Breslauer Zeit arbeitete sie für das Theater und den Rundfunk. Sie machte Radioarbeiten für Kinder und Erwachsene, wirkte in satirischen Sendungen von Andrzej Waligórski mit und nahm Hörspiele (u. a. Miriam von Truman Capote) auf.
Burzyńska spielte auch in Fernsehserien wie Na kłopoty... Bednarski (1986; als Großmutter von Leszek), Świat według Kiepskich (2004, als Alte Frau), Pierwsza miłość (2005; als Nachbarin), bei Fernsehinszenierungen von Theaterstücken (Candida von George Bernard Shaw, 1971; Trans-Atlantyk von Witold Gombrowicz, 1984; Pan Dwadrzewko von Lidia Amejko, 2004) und in Kinofilmen, unter anderem in To ja zabiłem (1974) von Stanisław Lenartowicz, Eine alleinstehende Frau (1981) von Agnieszka Holland, Berlin Breslauer Platz (1993) von Wiesław Saniewski, Czeka na nas świat von Robert Krzempek (2006; als Bettlerin im Rollstuhl), Polska Love Serenade (2008; als Großmutter Sobieska) und Sommer auf dem Land (2011; als alte Polin Janina). 
Im Oktober 2015 war Burzyńska in dem deutschen Fernsehfilm Heimat ist kein Ort auf Das Erste in einer Nebenrolle zu sehen. Sie spielte die alte Polin Anna, die als Kind mit dem Vater der drei Geschwister Inge, Klaus und Uwe, die Ostpreußen, die Heimat des Vaters, besuchen, befreundet war. Die Frankfurter Rundschau schrieb in ihrer Kritik zum Film, dass die Figur der Anna, „in ihrer selbstbewussten Greisenhaftigkeit berührend verkörpert von der 90jährigen Łucja Burzyńska“, die beeindruckendste Figur des Films sei.
Ab 1976 war Burzyńska Dozentin und Schauspiellehrerin an der Schauspielschule des Polnischen Theaters Breslau, die bis 1980 in den Räumen des Theaters betrieben wurde. Sie war viele Jahre auch Schauspiellehrerin an der Hochschule für Musik in Breslau (Akademia Muzyczna we Wrocławiu).
Burzyńska wurde für ihr künstlerisches Wirken mehrfach ausgezeichnet. 1951 erhielt sie beim Festival der polnischen Gegenwartskunst (Festiwal Polskich Sztuk Współczesnych) eine Auszeichnung für ihre Rolle in "Wodewil warszawski" im Theater für Junges Publikum in Breslau (Teatr Młodego Widza we Wrocławiu). Im September 2013 wurde sie mit dem Marschallspreis der Woiwodschaft Niederschlesien (Nagroda Marszałka Województwa Dolnośląskiego) für „herausragende Leistungen auf dem Gebiet der Kultur“ ausgezeichnet. Sie erhielt außerdem das Verdienstkreuz der Republik Polen (Złoty Krzyż Zasługi) und den Orden Polonia Restituta (Order Odrodzenia Polski).

## Filmografie
- 1973: Von der anderen Seite des Regenbogens (Z tamtej strony tęczy)
- 1974: To ja zabiłem
- 1977:  Krótka podróż (Fernsehfilm)
- 1981: Eine alleinstehende Frau (Kobieta samotna)
- 1986: Na kłopoty... Bednarski (Fernsehserie)
- 1993: Berlin Breslauer Platz (Obcy musi fruwać)
- 2004: Świat według Kiepskich
- 2005: Pierwsza miłość (Fernsehserie)
- 2006: Czeka na nas świat
- 2008: Polska Love Serenade
- 2010: Powiedz prawdę, przecież cię nie biję
- 2011: Sommer auf dem Land (Święta krowa)
- 2014: Warschau ’44 (Miasto 44)
- 2015: Heimat ist kein Ort (Fernsehfilm; Deutschland)